# Rolls-Royce Olympus
A Rolls-Royce Olympus (eredetileg Bristol B.E.10 Olympus) a világ második axiális kétáramú gázturbinás sugárhajtóműve. Az 1950 májusában bemutatott brit gyártású hajtóművet csak a januárban elkészült amerikai Pratt & Whitney J57 előzte meg. Legismertebb alkalmazása az Avro Vulcan bombázó és a Concorde szuperszonikus utasszállító hajtóműveként történt.

## Története
A terv a Bristol Aeroplane Company 1946. novemberi pályázatára nyúlik vissza, amely egy sugárhajtású bombázógép kifejlesztésére irányult, amelyet a négy új fejlesztésű hajtóművel láttak volna el, amelyeket a Bristol Aero Engines szállított volna.[3][4] Bár a bombázó tervét végül törölték a többi V-bombázó javára, a hajtóművek kétáramú elrendezése miatt a Légügyi Minisztérium továbbra is érdeklődött a terv iránt, és folytatta a fejlesztés finanszírozását. A hajtómű 1950-ben indult be először, és továbbfejlesztett változatai hamar túlszárnyalták az eredeti tervezési célokat.
Kezdetben az Avro Vulcanban használták, a későbbi változatokban azonban a szuperszonikus BAC TSR-2-ben való felhasználás érdekében utánégetőt is alkalmaztak. A Bristol Aero Engines 1959-ben egyesült az Armstrong Siddeley Motors-szal, így jött létre a Bristol Siddeley Engines Limited (BSEL), amelyet 1966-ban a Rolls-Royce vett meg. Ebben az időszakban a hajtóművet már Rolls-Royce/Snecma Olympus 593 néven fejlesztették tovább a Concorde számára.
A hajtómű változatait az amerikai Curtiss-Wrightnak licencelték TJ-32 vagy J67 (katonai elnevezés) és TJ-38 Zephyr néven, de egyiket sem használták fel a továbbiakban. Az Olympus motorokat sikerrel fejlesztették ki tengeri és ipari gázturbinákként is, amelyek nagy sikert arattak. 2018-ban az Olympus továbbra is üzemben áll mind tengeri, mind ipari gázturbinaként.

## Fordítás
- Ez a szócikk részben vagy egészben  a   Rolls-Royce Olympus című angol Wikipédia-szócikk ezen változatának fordításán alapul.  Az eredeti cikk szerkesztőit annak laptörténete sorolja fel. Ez a jelzés csupán a megfogalmazás eredetét és a szerzői jogokat jelzi, nem szolgál a cikkben szereplő információk forrásmegjelöléseként.